# Kathrin Andree
Kathrin Andree, née en 1948, est une chanteuse de schlager allemande qui chanta en duo avec son mari Klaus Sommer en tant que "Daisy et Ten" puis comme "Kathrin et Klaus". 

## Discographie
- Grüner Klee, weißer Schnee (Daisy und Ten), Amiga 450 606
- Sternennacht, schöne Sternennacht Daisy und Ten), Amiga 450 606
- Kleines Boot (Kathrin und Klaus), Amiga 855 170
- Wir passen gut zusammen (Kathrin und Klaus), Amiga 450 699
- Dann kommst du zu mir, Amiga 855 365
- Da waren alle Bäume grün, Amiga 855 430
- Da war die Liebe im Spiel, Amiga 855 547
- Ciao Mama, Amiga 456 441
- Lass die Rosen am Strauch, Amiga 456 441
- Ich seh das Meer, Amiga 855 768
- Wer liebt, der lebt, Amiga 556 193
- Das Leben geht weiter, Amiga 556 193
- Perlen im Meer, Amiga 456193
- Junge, dein Mädchen hat Sorgen Amiga 556 193

"Liebeskummer lohnt sich nicht" Amiga 856 142
- Nächte am Meer, Amiga Archiv CD